# 豊臣家の人々
『豊臣家の人々』（とよとみけのひとびと）は、司馬遼太郎の歴史小説。安土桃山時代に天下人となった豊臣秀吉を身内に持ったことにより、その運命を大きく変えられた豊臣家の一族を描く連作短編。
『中央公論』1966年（昭和41年）9月号から1967年（昭和42年）7月号まで連載された。

## 概要
一話につき一人の人物取り上げる一話完結形式の全9話からなる連作短編。本来ならばまったく別の生を用意されていたはずの人々が、秀吉という強烈な存在を身内に抱えたことで人生を変えられ、思わぬことで得た富と権勢によって翻弄される悲劇を描く。
司馬は本能寺の変の織田信長の死によって俄に誕生することとなった豊臣氏を、「どういう準備もできていないうちにあわただしく貴族となった」ために様々なひずみが生じ、「その血族、姻族、そして養子たちはこのにわかな境涯の変化のなかで、愚鈍な者は愚鈍なりに利口な者は利口なりに安息がなく、平静ではいられず、炙られる者のようにつねに狂燥し、ときには圧しつぶされた」と評している。
秀吉の本来の肉親や縁者のみならず、宇喜多秀家・結城秀康・八条宮智仁親王といった血縁の外から養子や猶子に入った人物も扱う。

## 主題となった人物
1. 『殺生関白』 - 豊臣秀次
2. 『金吾中納言』 - 小早川秀秋
3. 『宇喜多秀家』 - 宇喜多秀家
4. 『北ノ政所』 - 北ノ政所
5. 『大和大納言』 - 豊臣秀長
6. 『駿河御前』 - 旭姫
7. 『結城秀康』 - 結城秀康
8. 『八条宮』 - 八条宮智仁親王
9. 『淀殿・その子』 - 淀殿

## あらすじ

### 第一話 殺生関白
実子に恵まれぬ秀吉は、その肉親縁者の中から多くの養子を迎えた。姉の子の秀次もその一人であり、秀吉はこの甥を可愛がり、ゆくゆくは己の後継者にしようと目をかける。が、秀次は秀吉に似ずまったくの愚物で諸事物事ができない。また、百姓の分際から成り上がったと嘲られることを嫌ってことあるごとに傲岸に振る舞い、その上家臣を人とも思わぬ酷薄な扱いをたびたびして秀吉の不興をかった。到底天下の仕置をなせる男ではないと秀吉は落胆するが、さりとて他に代わりになる者もいない。ようやく生まれた嫡男・鶴松も夭折し、秀吉は秀次を正式に養嗣子にして関白の位を譲った。しかしそれでも秀次の素行は改まることはなく、逆に人臣最高の地位を得たことでそれまで多少なりとも持っていた自制心が箍が外れたようになくなり、以前は畏れていた秀吉の訓戒もまるで無視するようになった。己の殺人嗜好を満たすために夜ごと夜陰に紛れて辻斬りを愉しみ、市井には怨嗟の声がわき起こって「摂政関白」ならぬ「殺生関白」などという悪名が囁かれるようになった。また唯一秀吉に似た好色さにも歯止めがきかなくなり、秀吉の戒めを破って多くの愛妾を閨に入れ、終いには年端もいかぬ女童にまで手を出しその母ともども戯れるという倒錯に耽るようにもなった。やがて数々の不行状を知った秀吉は常軌を逸した振る舞いに驚愕し、折しも秀頼が生まれてその存在が邪魔になっていたことから、秀次を断罪することを決める。秀次は切腹を言い渡され、その愛妾・子息達もことごとく刑戮された。秀吉の力で水呑み百姓の境遇から引き上げられた秀次の生は、皮肉にも同じ秀吉の手によって幕を引かれることとなった。この男もことごとく他人の手で作られた己の生涯の奇妙さを思ったのか、最期に「自分の腹を切る刀はわしの手中にある」と言い遺して果てた。

### 第二話 金吾中納言
秀吉の正室・北ノ政所は弟に生まれた利発な赤子を気に入り、養子に貰い受けることを願い、秀吉も快く迎えた。いずれは一廉の人物になると秀吉夫婦は大きな期待をかけるものの、この男児は長ずるにつれて愚鈍で矯騒な振る舞いばかりするようになり、元服して「秀秋」の名を得てからも容儀が改まらず、どうやら人並み以下の器量であることがわかってきた。それでも秀吉は秀秋を可愛がり、与えた右衛門督の官位の唐名「金吾将軍」から「金吾」と呼び、愛し続けた。金吾秀秋はその後も年少の身に不相応な官位を与えられ続けたが、その栄達は中納言まで進んだ所で止まった。秀吉に実子の秀頼が生まれたためであり、途端に秀秋は秀吉にとって実子を脅かす邪魔者となった。名族小早川氏の家督を継がせて厄介払いをしたものの、相変わらず秀秋には軽忽な振る舞いが絶えず、自分の死後誰かに担がれて秀頼の天下を狙うとも限らないと危惧した秀吉は、いよいよこの不肖の養子を憎み始める。そこに目をつけたのが秀吉の死後の政変を見越した徳川家康だった。家康はすでに諸大名を手懐け始めていたが、秀吉に疎まれた秀秋にも接近して巧みにその心をつかんだ。やがて秀吉が没し、天下は二分されて関ヶ原の戦いの火蓋が切られる。秀秋は西軍に属しながら事前に家康に内応を約束して参陣するものの、西軍の提示してきた巨利に心がぐらつきその挙止を決めかねていた。戦闘が過境に入ってからもその旗色は定まらず、業を煮やした家康が鉄砲を撃ちかけるや秀秋は慌てて東軍に味方し、戦の趨勢は決まった。戦は東軍の勝利に終わり、天下の実権は徳川家に移った。秀秋は最大の戦功者として大封を与えられるが、しかしその二年後にあっさりと没する。一時は秀吉の後継者とまで目された養子は、豊臣家を潰すだけの役割を果たして世を去った。

### 第三話 宇喜多秀家
秀吉が織田家の将として中国攻めを敢行する中で恭順した大名に宇喜多直家がいた。ほどなく直家は病に倒れ死の床につくが、人質として織田家に差し出した息子の行く末を気にかけ、秀吉に養育を頼んで息を引き取る。直家の子は「秀家」と名づけられて秀吉の猶子となり、やがて織田家に代わって天下を取った豊臣家の一員として育てられ、長じて秀麗な容貌を持ち心映えも涼やかな好青年に成長した。自身の卑しい出自に劣等感を持つ秀吉は、秀頼が生まれて後も邪険にせずにこの貴公子然とした若者を可愛がり続けて大封を与え、秀家もその愛情に応えて養父を篤く慕った。しかし貴族の公達としては申し分ないものの、秀家には大名として最も重要な政治感覚が欠落していた。心もとなさを感じつつも秀吉は誰よりも忠誠心の強いこの秀家を五大老の一人に任じ、幼い秀頼の保護を頼んで死んでゆくが、秀家には天下政治の云々以前に自身の家政すら上手く捌く器量もなかった。秀吉の死後、天下簒奪を目論んでいた家康は遺法を平然と破って諸大名を自身のもとに引き寄せ、その野心を露わにし始める。秀家としては石田三成ら反家康勢力とともにこれに対峙すべきであったが、どころか家中の派閥争いを押さえられずに家臣達が大坂で騒乱を起こしてしまい、すでに関ヶ原を想定していた家康はその不祥事につけ込んで処分を下し、宇喜多家の家人を三割方削らせた。百戦錬磨の老練政治家の前では、愚直なまでに豊臣家への忠節を果たすことしか頭にない若造などまったく相手にならない。秀家は関ヶ原では西軍随一の大軍を率いて戦場へ出るものの、戦は始まる前から家康の巧みな外交謀略によって決しており、西軍は無残に敗北して天下の実権は徳川家に移った。関ヶ原終結後、秀家は八丈島へ流されて流人として辛うじて露口をしのぐ窮乏の中で暮らした。そして関ヶ原の大名の誰よりも長く生き、秀頼も家康もとうにいなくなった四十年余りの後、この男は八十四歳で世を終えた。

### 第四話 北ノ政所
秀吉の正室・北ノ政所は少壮の頃から夫と苦楽を共にし、内助の功で秀吉の立身を見事に支えた。その聡明さは秀吉からも一目置かれ、人事をはじめとする政治問題の最良の相談相手ともなり、豊臣家の創建を大いに助けた。その温和で闊達な人柄は多くの者達を惹きつけ豊臣家中の誰よりも慕われたものの、いささか郷里の尾張出身者を贔屓にする向きがあったため、自然その周囲には尾張出身者の閥ができるようになった。その一方で、新しく秀吉の側室になった淀殿の周囲には近江出身者の閥が形成され、秀吉の淀殿への寵愛が深くなるに連れて近江閥の権勢が目立って強くなっていった。北ノ政所には尾張者に多い武辺者を好み近江者に多い吏僚達を好まないという癖もあり、尾張閥と近江閥の対立は、同時に武断派と吏僚派の対立といった面持ちになった。そして豊臣政権が安定するに連れて軍人よりも官僚的能力を持った人材が重用されるようになり、近江閥の権勢はいよいよ強大なものとなる。北ノ政所の下には、政権中枢から排された尾張者の憂壊が毎日のように持ち込まれるようになるが、彼女自身も殿中重視の豊臣政権の傾斜に密かな憤りを抱いていた。両派は事あるごとに衝突するが、秀吉の死によってその対立にはいよいよ歯止めがきかなくなり小戦の噂が立つほど事態は緊迫化する。しかし、ここで大老首座である家康が動いた。家康は両派の仲裁を買って出るが、その本意は豊臣家の内紛に乗じてその天下を簒奪することにあった。北ノ政所はそのような魂胆など見抜いていたが、淀殿と近江閥への反感があり、またこのまま彼らをのさばらせておけば彼女の保護してきた尾張者たちが滅びざるを得ない。政情は関ヶ原へと動き始めるが、北ノ政所は膝下の者達に家康に従うよう言い含めて影から家康を支え、天下の実権は徳川家に移ることとなる。その後大坂の陣を経て豊臣家は滅亡するが、家康は自身に天下をもたらしてくれた北ノ政所を終生手篤く保護した。彼女は秀吉とともに豊臣家という作品を作り、夫の死を期に自らその根を断ち切った。その行動には他人には渡さぬといった胆気が匂い出、自身の行為に対しての悔恨のようなものがどうにも見られない。

### 第五話 大和大納言
他の多くの身内と同様、貧農の境遇から引き上げられた秀吉の異父弟の秀長は、粗漏な者ばかりの秀吉の一族の中で例外的に高い才覚を備えていた。独創性はないものの命ぜられたことは何でもそつなくこなし、その仕事には落ち度というものが無い。さらにその人柄は温厚で篤実であり、弟として損な役回りを押しつけられることも多かったものの、不満を口にすることもなく黙々と兄を補佐し続けた。野心というものをまるで持たずに静かに自分を支えてくれるこの弟ほど秀吉にとってありがたい存在はなく、秀吉は秀長に対して誰よりも強い信頼を寄せた。やがて生まれついての徳人といったその人柄は広く信望を集めるようになり、秀吉の累進に伴って舞い込むようになった無数の陳情をうまく裁き、秀長は卓抜した吏才を見せるようになる。難治で有名な紀伊国の統治もよくこなし、同じく難物で知られた大和国に移封された後は、こちらも見事に統治した。秀吉の見る所、秀長は天性の調整家であった。大納言の官位を朝廷から賜り「大和大納言」と尊称された後も数々の政治問題をうまく処理し、「豊臣家は大納言でもっている」とまで巷間称えられるようになる。しかし小田原征伐の直前に病に倒れ、ほどなく秀長は息を引き取る。さながら秀吉の影のように生きた弟は、兄に先立って世を去った。後年、関ヶ原の戦い前夜に豊臣家が分裂した際には、古株の家臣たちは「かの卿が生きておわせば」と早すぎるその死を惜しんだ。

### 第六話 駿河御前
秀吉の末の妹の旭は、秀吉が織田家中で頭角を現し北近江の大名に任じられた際に百姓の境遇から引き上げられた。日に灼け土まみれで野良仕事をしていた旭と夫は共々強引に秀吉の下に引き寄せられてそれまで夢にも思わなかった御殿生活を始めることとなるが、旭の夫は元来牛馬のようにおとなしい男で侍としてやってゆける才覚などなく、やがて環境の変化に耐えられずに衰弱して死ぬ。旭は兄のとりなしで尾張の名族に再縁するものの、格式やら何やら諸事やかましい武家の生活に順応することができず、百姓だった頃の方がどれほど気が楽だったかと泣くような思いで每日を過ごした。やがて本能寺の変を経て信長の後継者としての地位を固めた秀吉は天下取りに乗り出すが、その最大の障害は東海を領する家康であった。その存在があるかぎり四国や九州の平定に乗り出すことはできず、秀吉としては何としてでも家康を自身の幕下に組み込まなければならない。小牧・長久手の戦いの後、秀吉は得意の外交術を使って籠絡しようとするものの、自身の外交的優位を知悉する家康は一向に恭順の姿勢を見せない。困じ果てた秀吉は、旭を無理やり離縁させて正室のいない家康に嫁がせ、義兄弟になることで家康を取り込むという奇策を考える。さらに母親の大政所をも人質に出すと申し出るに及んでついに家康も折れ、秀吉の幕下に下った。秀吉に恭順した後に家康はその居城を浜松から駿府に移し、旭は以後「駿河御前」と尊称されるようになる。しかしそれも長くは続かず、数年後母の見舞いに上洛した際に病に斃れ、そのまま回復することなく息を引き取った。その死後、秀吉はこの薄幸の妹を哀れみ、供養塔を建てるなどして慰霊した。生前の旭は己の境遇について何も語り残していない。兄の立身に釣られて翻弄され続けたこの女性は、和歌の一首すら遺さず歴史の中で永遠の沈黙を保っている。

### 第七話 結城秀康
家康が気まぐれで手をつけた侍女から生まれた次男・於義丸は、出生後も長く認知すらされず、不遇な境遇の中で成長した。家康にしてみれば望んで生まれた子ではないため愛情などわかず、小牧・長久手の戦いの後に秀吉に恭順すると、人質を欲した秀吉の下にまるで放り捨てるように送り届けた。於義丸は「秀康」の名を与えられて秀吉の養子の一人として養育されるが、長ずるに連れて余人に稀な威厳が備わり、戦場に出れば三軍の指揮すら務まりそうな剽悍な若者に育った。秀吉は秀康を可愛がり、やがて北関東の名族結城氏の名代を継がせることにする。折しも新しく入封した関八州の防衛上都合が良く、家康も諸手を上げて賛意を示しすが、その心内では秀康を恐れた。嫡男の信康が死んでいる以上は徳川家の相続者は本来秀康であるべきだったが、世子はすでに弟の秀忠に決まっており、秀康が家を継ぐことはできない。無論、養子といっても豊臣家の家督を継ぐことは当然できない。その生い立ちのためか自尊心が強く育ち、自身への無礼は決して許さず年少の身で家来を手討ちにしたこともある秀康がこのような己の境涯に満足しているとはとても思えず、家康はその自尊心を傷つけぬよう秀康と会う度に下にも置かぬ丁重な扱いをした。その後秀吉が没し、家康は天下の簒奪を謀って政情を関ヶ原へと誘導し始める。世子の秀忠以上の手柄を立てさせては家政の乱れを招くという家康の判断から秀康は後詰に回され、かねがね剛勇と噂されたその武勇を奮う機会は訪れなかった。家康は秀康を恐れ続けた。幼少の砌に愛情をかけてやることもなく捨ておいたことを怨み、いつか秀忠を害して徳川の家を奪うつもりではないかと常に危惧した。巷間でもそのように見られ、家康が大坂を攻める際には秀康が義弟の秀頼に味方するなどという流言まで流れた。しかしその機会はついに巡ってくることはなく、大坂の陣が勃発する前に秀康は病に斃れて死ぬ。何事かなすであろうと誰もが畏怖したこの男は、結局何をなすこともなく世を去った。

### 第八話 八条宮
正親町天皇の皇孫・六ノ宮は幼い頃から和学の道で飛び抜けた才能を見せ、その豊潤な才は「神童」とまで謳われた。やがて宮は信長から政権を引き継いだ秀吉が、唐天竺にもない途方もない巨城・大坂城を築いたという話を耳にする。同時に城の一画にささやかな茶室を設けて茶道楽を愉しんでいるとも聞き、巨城の片隅で二畳ほどの広さしかないという茶室を営むとはいかなる風情だろうと宮は大いに歓心をそそられるが、しばしの後に秀吉が黄金づくめの茶室を携行して御所に現れた。清明さを旨とする公家の美とまったく異質な絢爛を極める美意識に初めて触れた宮は、その闊達な人柄も相まって秀吉に強く魅了される。秀吉も宮を気に入り、かねてより皇族を豊臣家に迎えたいと望んでいたことからすぐさま奏請し、宮は秀吉の猶子に迎えられる。やがて宮が元服し「智仁」という名を賜り親王を宣下された頃、秀吉に実子・鶴松が誕生して宮は皇族に復帰することとなるが、秀吉は宮への餞として八条川原に屋敷を送り、「八条宮」という新しい宮家を創設させることにした。秀吉は多忙であまり造営に関われなかったが、宮はこれをきっかけに建築に関心を持つようになる。そして時は流れて秀吉が死に、関ヶ原を経て天下の覇権は家康が握ることとなった。家康は琴棋書画にまったく関心のない男で、宮中の典雅もまるで理解しない。どころか天子を尊崇もせず法度を押しつけて公家社会をがんじがらめに縛り上げ、宮中はまるで陽が落ちたように寂しくなった。やがて大坂の陣で豊臣家が滅亡し、秀吉の時代が終わったことを痛感した宮は傷心の身を京南郊の桂へと移し、かつて秀吉と屋敷を作った思いでを偲びながら後の桂離宮となる宮殿の造営を始める。宮の表現によれば「瓜畑のかろき茶屋」であるものの、その美しさは広く喧伝されて世に知られた。その後宮は五十歳で薨ずるが、折しもその死からほどなく家康の廟所である日光東照宮が造営される。後年、東照宮における徳川家の美意識と桂御所における宮のそれとは、さながら美の対極のように取り沙汰されることとなる。

### 第九話 淀殿・その子
幼少期に二度も落城を体験し、その地獄絵を目に焼きつけながらも二度とも生き延びた信長の姪・茶々。しかし数奇な運命はそれで終わらず、不思議な巡り合わせの後に彼女は二度とも攻城軍の指揮をとった秀吉の側室となる。秀吉の寵愛ぶりはただ事ではなく淀川のほとりに新しく城を築いて与えるほどであった。以後「淀殿」と尊称されるようになった茶々はさらに世子の秀頼を産んだことで豊臣家中で確固たる地位を築くこととなり、折しも尾張出身者と近江出身者の対立が激しくなっていた最中、尾張者達が正室の北ノ政所を恃んだのに対し、近江者達は彼女の下に集まって閨閥が形成されるようになる。とはいえ、淀殿自身には近江者を集めて権勢を奮おうなどといった意志は欠片もなかった。彼女はそうした政治的抗争を理解する力を生来持っておらず、足下で日々繰り返される諍いが己と愛息の運命に関わる可能性など考えもしなかった。やがて秀吉が死んで両閥の軋轢は頂点に達して豊臣家は二分され、かねてより天下簒奪の機会を窺っていた家康が混乱に乗じて関ヶ原の戦いを誘引させ、政治的詐術で天下の実権を鮮やかに掠め取った。しかし淀殿の反応は鈍く、この戦の重大性を理解できず、戦後もしばらく豊臣家が一大名に転落したことすら気づかなかった。由来、淀殿は政治という怜悧な心気と犀利な心配りの必要な思考ができない。不幸にも運命が彼女をしてその思考の場に立たせているのみであり、その中でありあわせの情念のままひたすらに振舞ってきたに過ぎなかった。諸事において信長の姪という己の血の尊貴さと、妄愛する秀頼を中心に据えてしか物事を考ることができず、卓抜した智謀で乱世を渡ってきた家康にとっては相手ではなかった。豊臣家の滅亡を謀る家康は、時に宥め、時に恫喝し、掌で転がすようにして徐々にその力を削いでいった。やがて政情は大坂の陣へと雪崩れ込みついに最終決戦が始まるものの、大坂城内は相変わらず政治も軍事もわからぬ淀殿の言い様に振り回され、諸将よりも女官達が力を持ち指揮系統を壟断する有様であり、兵達の士気を大いにくじいた。果ては詐略ともいえぬ子供だましの手段で濠を埋め立てられ、かつて東洋一の大城塞と謳われた大坂城は無残にも裸城にされてしまう。追い詰められた末、淀殿は愛息共々に果てた。秀頼には辞世も何もない。戦の最中、豊臣兵達は再三その出馬を乞うたが、その度に淀殿の頑なな反対にあって結局実現しなかった。秀頼はその短い生涯のうちにその人柄や心壊を推し量る何ものをも遺さなかった。おそらくはその死も介添えが手を貸し、是非もなく死に至らしめたに違いない。
このようにして、この家は滅んだ。豊臣一族の栄華は、さながら秀吉という天才が産んだひとひらの幻影のように現れ、消えていった。

## テレビドラマ
大型時代劇スペシャル『愛に燃える戦国の女－豊臣家の人々より－』のタイトルで、TBSテレビにおいて1988年4月2日（土曜日）夜21時03分～23時48分に放映された。
本作の第三話『宇喜多秀家』に登場する秀家の母・おふくを主人公として、彼女が辿った数奇な人生を描く。作中ではおふくはわずか6ページほどしか登場しないが、脚本家の田井洋子が司馬の協力を得てドラマ化した。
スタッフ
- 制作：テレパック/TBS
- プロデューサー：石井ふく子、矢口久雄
- 監督：鴨下信一
- 原作：司馬遼太郎
- 脚本：田井洋子
- 音楽：ボブ佐久間
- 殺陣：國井正廣

キャスト
- おふく：三田佳子
- 三浦貞勝：役所広司
- 宇喜多直家：山城新伍
- 宇喜多秀家：野村宏伸（少年期：多賀基史）
- 宇喜多忠家：篠田三郎
- 羽柴秀吉：西田敏行
- 三条どの：上村香子
- 三の丸どの：本阿弥周子
- 松の丸どの：葉山葉子
- 加賀どの：可愛かずみ
- 姫路どの：森尾由美
- 豪姫：小川範子
- 牧：赤木春恵
- 梢：中田喜子
- さすけ：竹中直人
- ばば：原泉
- きく：手塚理美
- かしら：坂東八十助
- ナレーション：森光子
- 中原果南、湯沢紀保、及川以造、壇臣幸　ほか

## 書誌情報
- 中央公論社 初版 1967年、新版1977年
- 中公文庫 1973年6月（ISBN 4122000025）
  - 改版 1993年6月（ISBN 4122020050）
- 角川文庫 1971年5月、改版1991年（ISBN 404129004X）
  - 新装版 2008年2月（ISBN 978-4041290095）
- 文藝春秋『司馬遼太郎全集15　関ヶ原 二、豊臣家の人々』 1973年3月（ISBN 4165101508）